# Luis Barahona de Soto
Pour les articles homonymes, voir De Soto.
Luis Barahona de Soto est un poète espagnol du XVIe siècle, né à Lucena (Grenade[pas clair]).
Il exerçait la médecine. Il fut l'émule de Garcilaso dans ses odes, ses chansons et ses églogues : son poème Las Lágrimas de Angélica est son œuvre majeure. 

## Source
Cet article comprend des extraits du Dictionnaire Bouillet. Il est possible de supprimer cette indication, si le texte reflète le savoir actuel sur ce thème, si les sources sont citées, s'il satisfait aux exigences linguistiques actuelles et s'il ne contient pas de propos qui vont à l'encontre des règles de neutralité de Wikipédia.